# Il linguaggio di Dio
Il linguaggio di Dio. Alla ricerca dell'armonia tra scienza e fede è un saggio del 2006 dello scienziato statunitense Francis Collins (già direttore del Progetto Genoma Umano), in cui egli introduce la sua personale visione del mondo. Essa è definibile come "evoluzionismo teista" ed è ben rappresentata dal neologismo "BioLogos", coniato dall'autore, dall'unione di due parole greche: bios, «vita», e logos, «parola, ragione». Il suo intento è conciliare le visioni scientifica e spirituale del mondo.

## Gli scopi
Nella sua visione Collins propone una sintesi tra scienza e fede che si basi essenzialmente su due argomentazioni: il cosiddetto principio antropico e l'esistenza della legge morale. Secondo Collins, da un punto di vista fisico si osserva una sorprendente convergenza verso la vita delle costanti fisiche fondamentali dell'Universo; una leggera variazione delle costanti che definiscono le proprietà della materia e dell'energia dell'universo renderebbe impossibile il permanere o l'apparire della vita. Inoltre, secondo Collins, l'evoluzionismo di stampo darwiniano è insufficiente a spiegare l'esistenza di valori come l'altruismo. Queste tesi, secondo l'autore, dovrebbero dimostrare l'esistenza di una causa prima, Dio, che abbia strutturato l'universo in maniera tale da convergere verso la vita e che sia intervenuto nella creazione dell'anima, sede della legge morale.
BioLogos esprime la credenza che Dio sia la fonte di tutta la vita e che la vita sia una manifestazione della sua volontà. Il Biologos non cerca di inserire Dio a forza nelle lacune della nostra comprensione del mondo naturale; piuttosto propone Dio come risposta a questioni che, secondo Collins, la scienza non è mai stata deputata ad affrontare ("Com'è nato l'universo?", "Qual è il senso della vita?", "Che cosa ne è di noi dopo la morte?"). Secondo Collins, la verità può essere verificata solo dalla logica spirituale del cuore, della mente e dell'anima. La posizione di Collins si offre come alternativa sia al Creazionismo sia al Disegno Intelligente all'interno del panorama cristiano statunitense in cui la teoria dell'evoluzione è ancora oggi malvista.

## La visione del mondo
Il teismo evoluzionista sostiene che l'universo ebbe origine dal nulla circa 14 miliardi di anni fa e che le sue caratteristiche sembrano essere state elaborate apposta per consentire la vita, nonostante altissime probabilità contrarie.
Anche se non si conosce precisamente il meccanismo dell'origine della vita, il processo di evoluzione e selezione naturale avrebbe permesso in un arco di tempo molto ampio lo sviluppo della diversità e della complessità biologica. L'evoluzione, una volta avviata, non avrebbe necessitato nessun particolare intervento soprannaturale.
L'essere umano sarebbe parte di questo processo, poiché tutti gli esseri umani avrebbero un antenato in comune con le scimmie antropomorfe, ma si distinguerebbe per alcune caratteristiche uniche e proprie, non spiegabili con l'evoluzionismo. Queste caratteristiche come "la legge morale", la cognizione del bene e del male, la ricerca di Dio, sarebbero comuni a tutte le civiltà della terra e sottolineerebbero la natura spirituale dell'uomo.
La visione che questa dottrina ha di Dio è che egli non sarebbe limitato nello spazio e nel tempo, e avrebbe creato l'universo e stabilito le leggi naturali che lo governano.
Dio avrebbe scelto il meccanismo dell'evoluzione, (giustificando così l'aggettivo di "evoluzionista") per creare ogni tipo di essere vivente, dalle creature invisibili ad occhio nudo come microbi sino alle piante ed ai mammiferi . 
Dio avrebbe dato vita a speciali creature, gli esseri umani, dotate di intelligenza, cognizione del bene e del male e libero arbitrio, desiderose di cercare una comunicazione con lui. Dio, onnisciente, avrebbe anche previsto che queste creature avrebbero scelto di disobbedire alla legge morale.

## Edizioni
- Il linguaggio di Dio. Alla ricerca dell'armonia tra scienza e fede, traduzione di Corrado Ferri, Milano, Sperling & Kupfer, 2007, ISBN 8820042819, OCLC 799647641.